# 12490 Leiden
12490 Leiden è un asteroide della fascia principale. Scoperto nel 1997, presenta un'orbita caratterizzata da un semiasse maggiore pari a 3,2056921 UA e da un'eccentricità di 0,1163691, inclinata di 0,94355° rispetto all'eclittica. Il nome è un riferimento all'omonima città dei Paesi Bassi.